# Carolina Rediviva

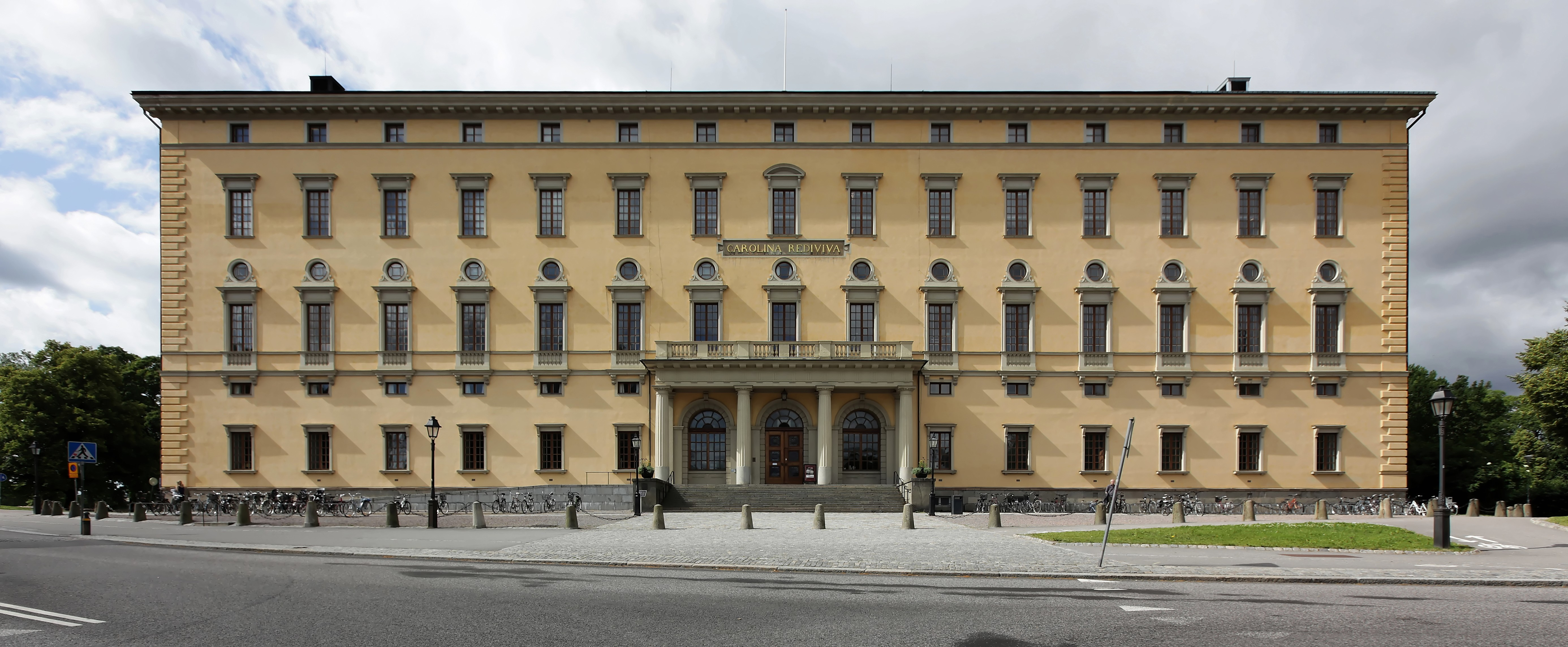
Entrada principal de la biblioteca Carolina Rediviva, en Drottninggatan (Uppsala).

Carolina Rediviva (en lengua latina: "la revivida Carolina") es el edificio principal de la biblioteca de la Universidad de Upsala. El nombre latino es una alusión a la vieja sede universitaria, la Academia Carolina.
El proyecto arrancó el 14 de junio de 1817, pero los trabajos se iniciaron oficialmente el 19 de octubre de 1819, bajo el reinado de Carlos XIV de Suecia. La inauguración oficial tuvo lugar el 10 de octubre de 1841, 22 años después de iniciadas. El edificio está situado al final de la avenida Drottninggatan, sobre la colina Carolinabacken, entre el castillo de Upsala, Odinslund y el parque Engelska.

## Biblioteca
La biblioteca Carolina Rediviva, heredera de la anterior Carolinabiblioteket, ha reorganizado los fondos de la biblioteca de la Universidad de Uppsala desde 1999. Junto con la biblioteca Karin Boye, cubre los sectores de las disciplinas humanísticas como la teología y la sociología. Hospeda además los departamentos de música y manuscritos, hemeroteca (desde 1851), documentos y fotografías. En el edificio trabaja también el personal del archivo digital DiVA. El gerente de la biblioteca universitaria, con oficina en el edificio, es desde 2012 Lars Burman.

## Colecciones
A la entrada del Carolina Rediviva se encuentra una pequeña exposición con algunos de los más notables manuscritos conservados, entre ellos el Codex Argenteus (solo una página original está expuesta, junto con una copia del libro). La biblioteca hospeda también páginas del Diarium Vadstenense, la Carta Marina, varias partituras de Wolfgang Amadeus Mozart, la primera edición de los Principia de Isaac Newton o el Nordinska handskriftssamlingen.

## Historia del edificio

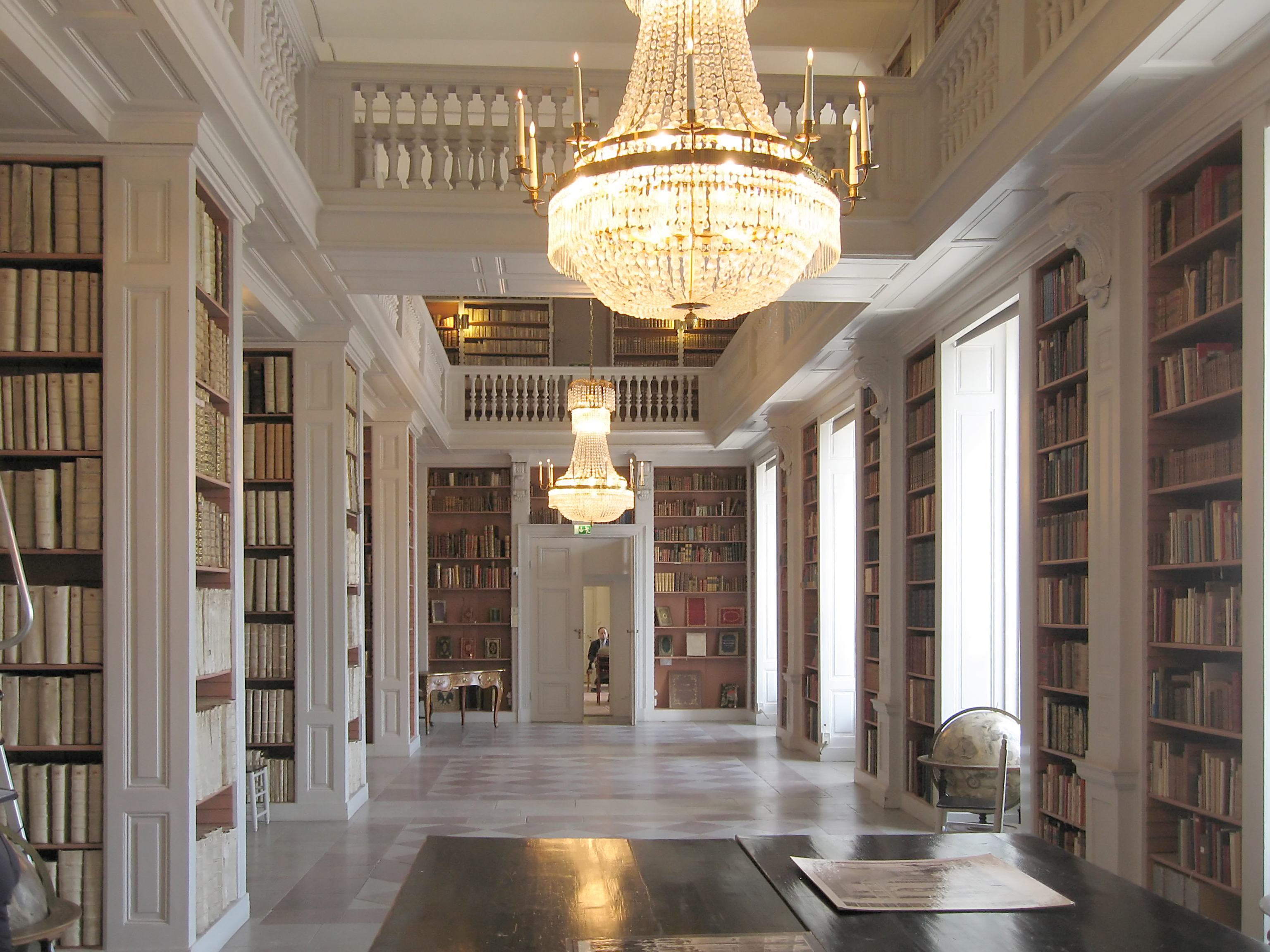
Una de las salas que hospedan las colecciones de libros antiguos

El edificio fue proyectado por el arquitecto Carl Fredrik Sundvall. Se trataba de un espacio limitado destinado a albergar vastas colecciones de documentos variados, en especial libros, con una sala para celebraciones, una amplia entrada y el vano de las escaleras. El proyecto de Sundvall era de estilo sencillo y austero, con tres plantas y fachada simétrica abierta con dos alas, casi de la misma medida. El proyecto se autorizó en 1813, en cambio la construcción no pudo empezar hasta que Sundvall tuvo redactada una nueva propuesta del gusto de la autoridad. La fachada finalmente se amplió hasta las 15 filas de ventanas sobre las 11 del proyecto original; la parte central se separó por medio de un pórtico con cuatro columnas sosteniendo un balcón. Sobre la última planta, bajo los tejados, se añadió una mezzanina con pequeñas ventanas circulares. El nuevo proyecto se aprobó en 1819. La sala de ceremonias no concordaba con el exterior del edificio y cubría dos plantas de altura. Toda la parte central del edificio estaba ocupada por el vestíbulo y las escaleras se situaban en una extensión trasera. La construcción de las dos alas destinadas a hospedar colecciones de librerías quedó en suspenso durante algún tiempo.
A pesar del comienzo de las obras, las soluciones adoptadas no eran santo de la devoción del intendente Jacob Magnus Nordencreutz, que hizo personalmente variaciones al proyecto. En 1821 el Senado de Suecia suspendió a Sundvall de su cargo, designando en su lugar a Karl Jakob Hjelm, alumno del arquitecto francés Louis-Jean Desprez, encargado, a su vez, de supervisar el proyecto. Hjelm cambió parte de los detalles, pero conservó la fachada de Sundvall, añadiendo una semiplanta con ventanas redondas.
Pronto los fondos para la construcción se vieron exhaustos y el parlamento se vio obligado a aprobar fondos adicionales. También el rey hizo una importante donación al proyecto. En 1841 el edificio estaba terminado, pero faltaba la decoración de la sala de ceremonias y otras minucias. Además, los espacios eran insuficientes, especialmente considerando que las dos alas del proyecto original no se construyeron nunca. La organización primera, era poco práctica. Más allá de un tercio de la superficie estaba ocupada en atrios y escaleras.
En 1888, una vez inaugurado el nuevo edificio principal de la universidad, la Carolina Rediviva quedó en uso como biblioteca. Entre el año 1888 y 1982, casi un siglo después, se aportaron un sinfín de variaciones interiores, sobre proyectos de Carl-August Kihlberg, mejorando la escalera principal, las salas de lectura y los depósitos. Ulteriores cambios se ejecutaron entre 1913 y 1917, sobre proyecto de Axel Anderberg, para los cuales el gobierno libró la cantidad de 599 000 coronas. Entre 1934 y 1945, sobre proyecto de Anderberg y Jöran Curman hubo nuevas mejoras. También entre 1952–1971, a cargo de Peter Celsing, y entre 2017 y 2019, a cargo de Johan Celsing. Si originariamente el edificio había sido proyectado con tres plantas y dos sótanos, el edificio actual tiene doce niveles y está seccionado por 15 ascensores y diversas escaleras.

## Cultura universitaria
Carolina Rediviva es el centro de las celebraciones de la Noche de Walpurgis o noche de Valborg. Valborg está ligado particularmente a la cultura estudiantil de Upsala. El 30 abril de cada año los estudiantes y antiguos estudiantes de la universidad marchan hasta la colina de Carolinabacken para celebrar con cantos la festividad. A las 15:00 horas el rector de la universidad se asoma al balcón y señala el comienzo de la celebración. A continuación, los estudiantes agitan en el aire la tradicional gorra universitaria (studentmössa). Cada año, el acontecimiento es retransmitido en directo por la Sveriges Television. Después, los estudiantes se trasladan a sus colegios y departamentos para brindar con champán, es la tradicional champagnegalopp.

## Galería

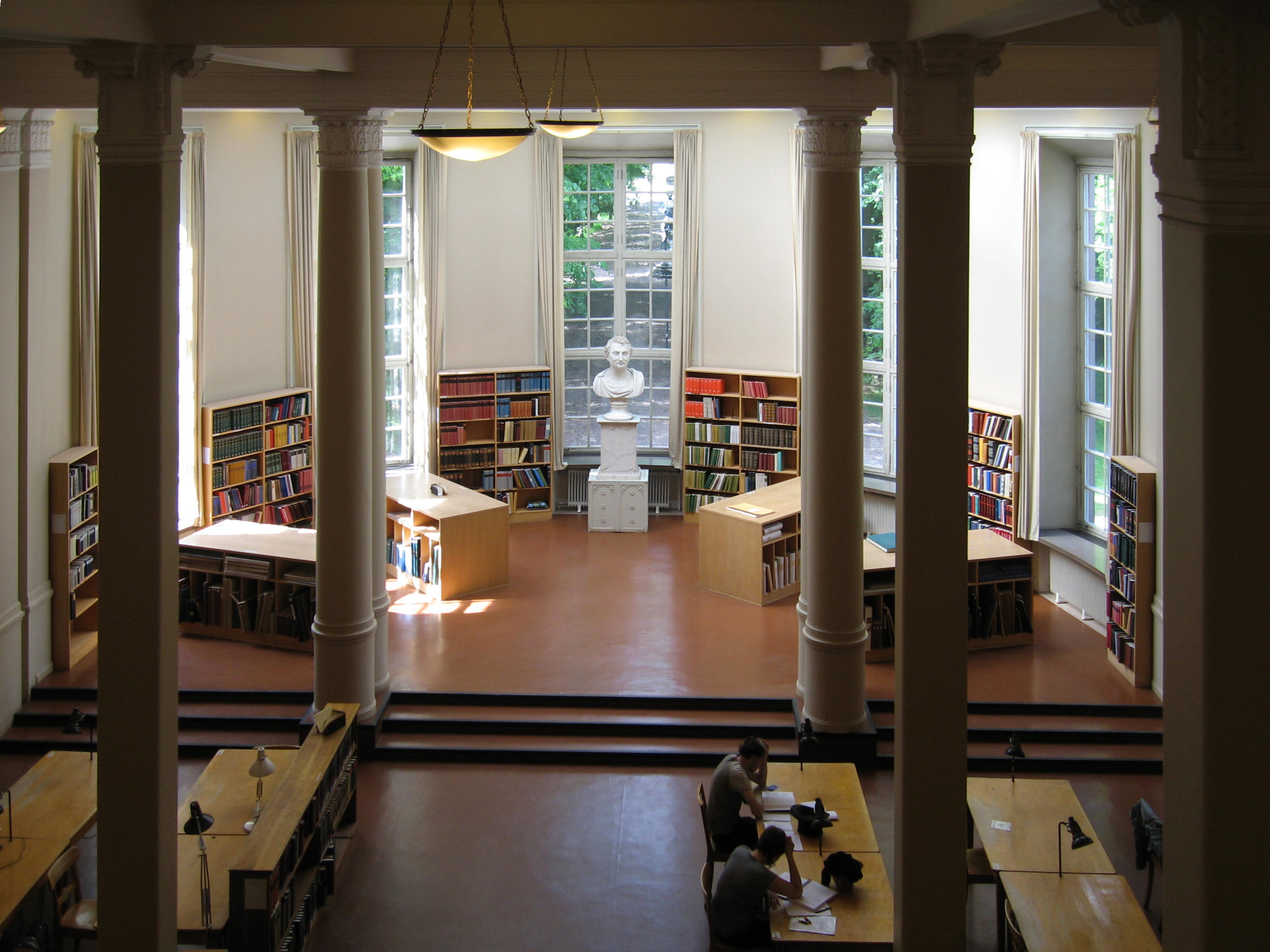
Edificio A, desde el oeste.
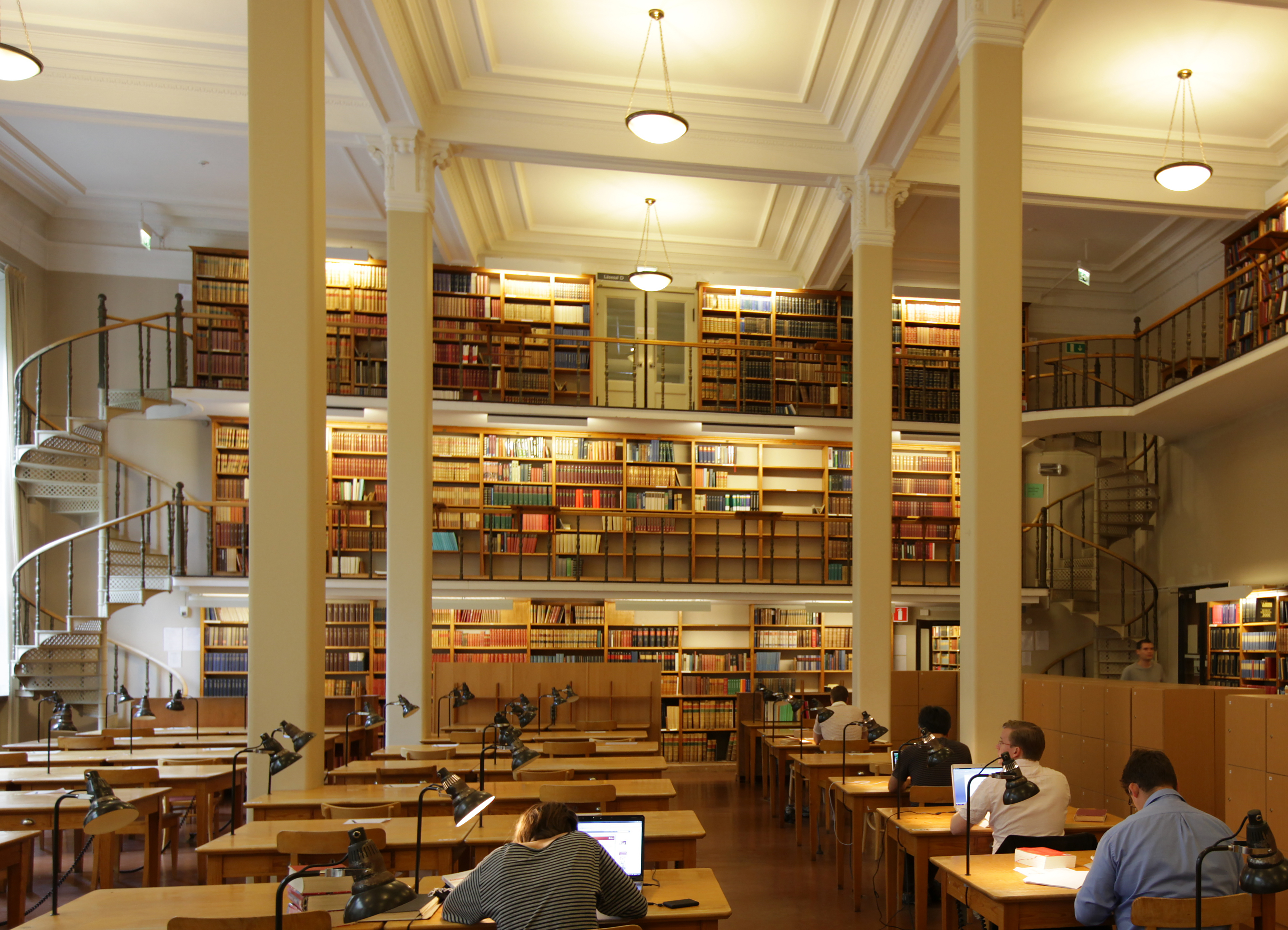
Edificio A, desde el norte.
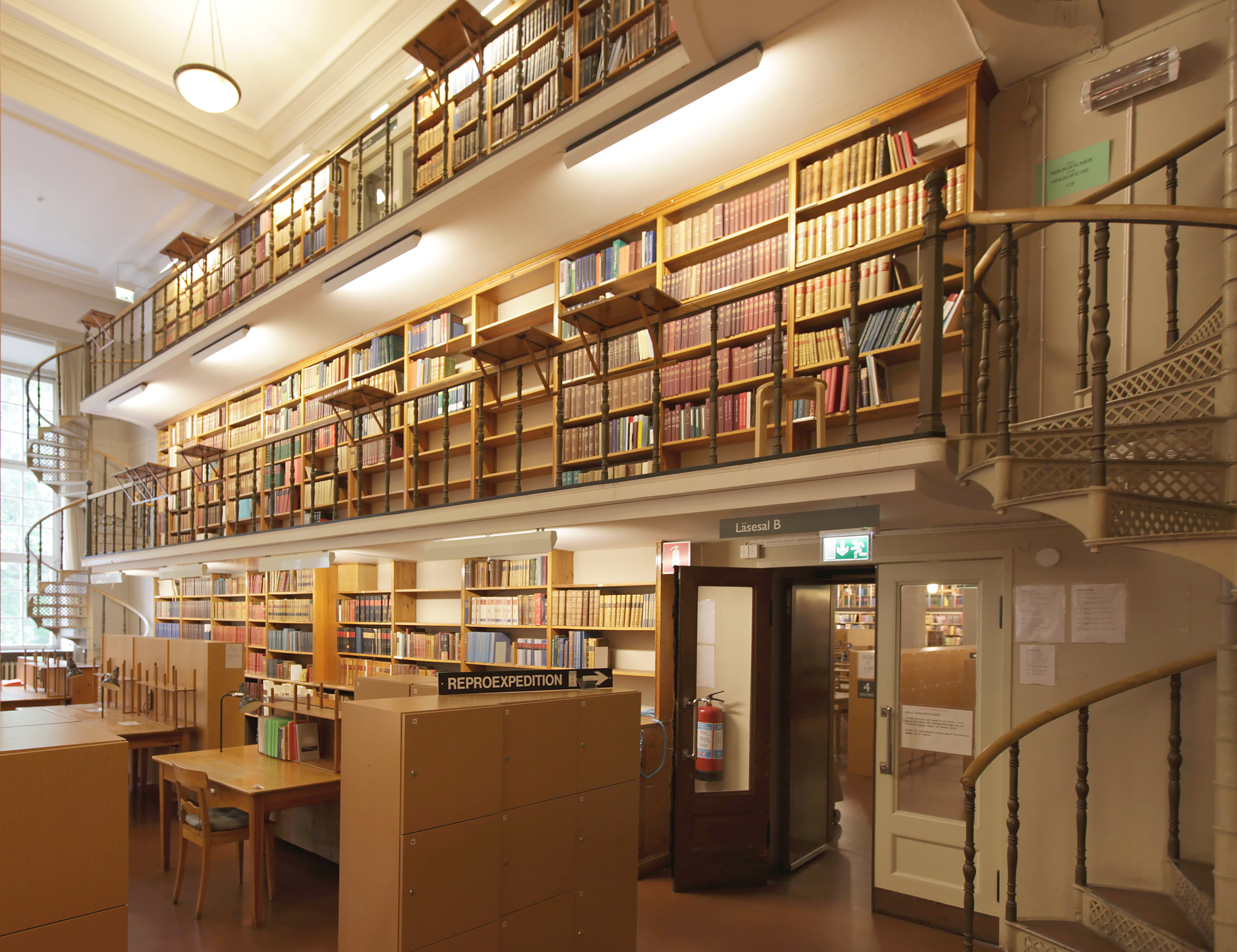
Edificio A, desde el este.
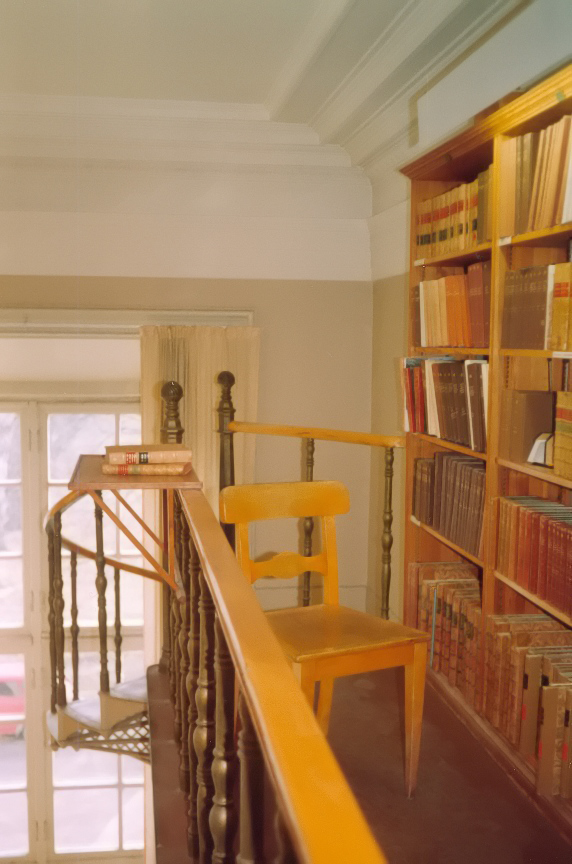
Edificio A, balaustrada.
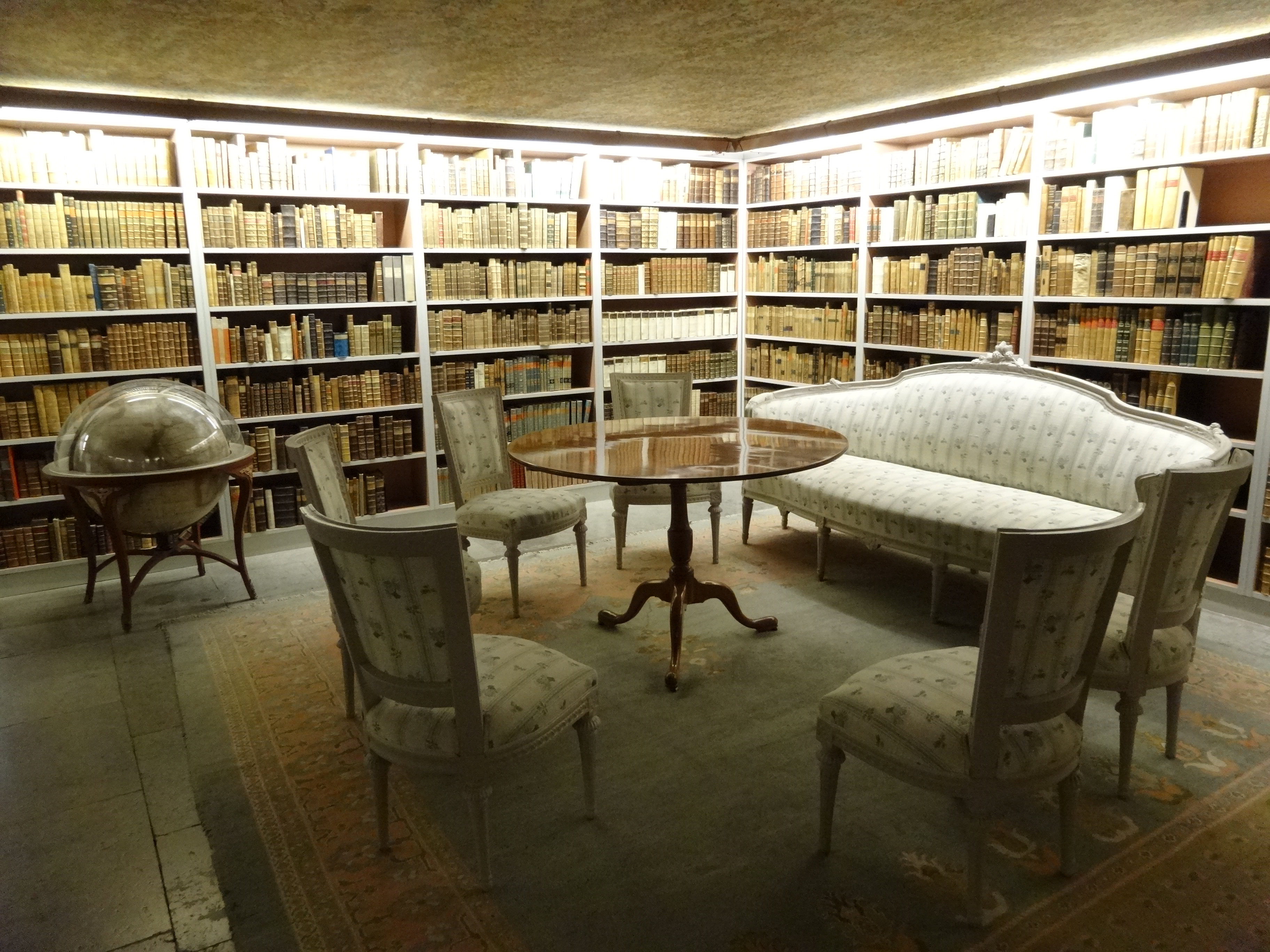
Interior
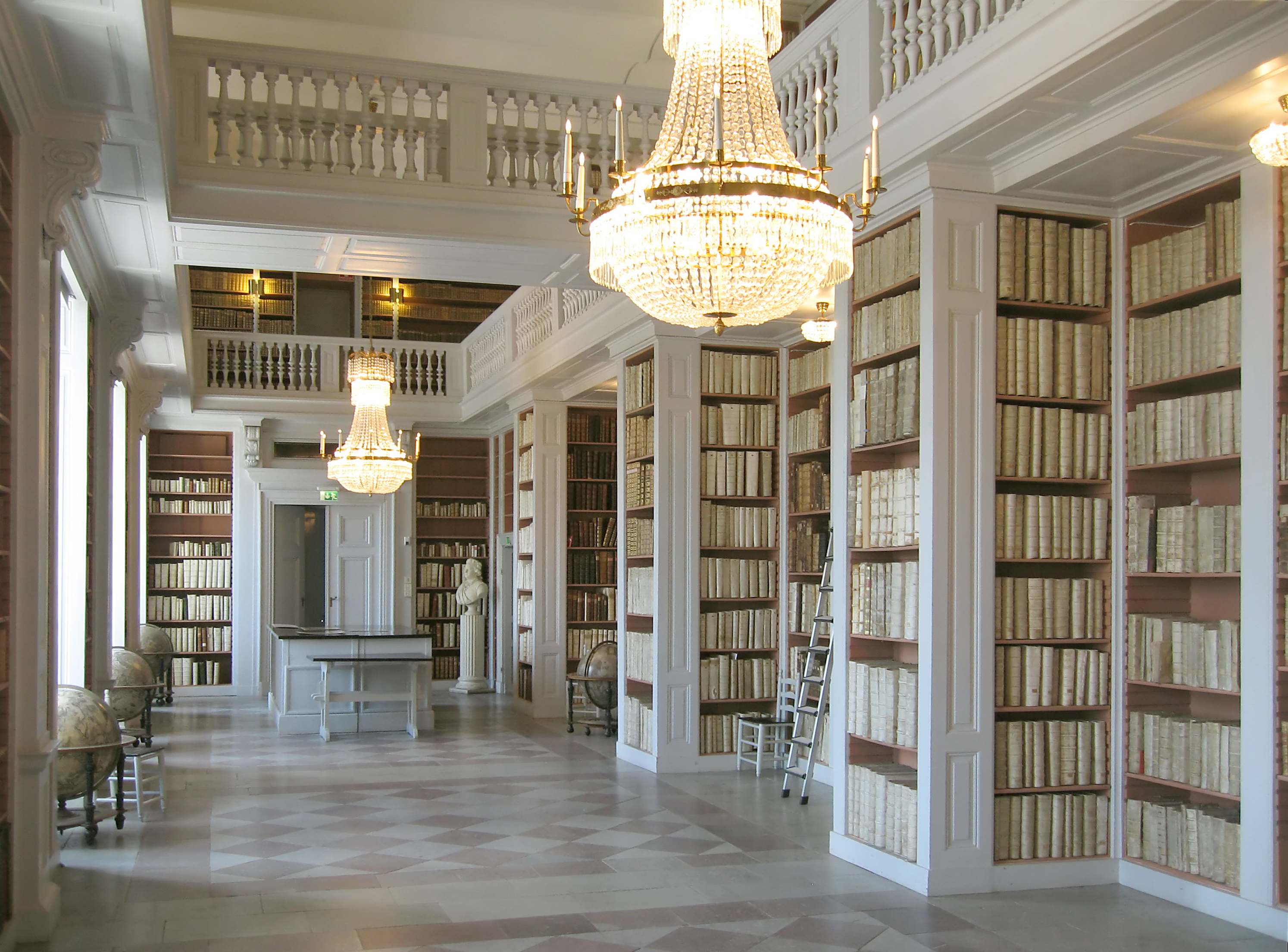
Entrada de la biblioteca.
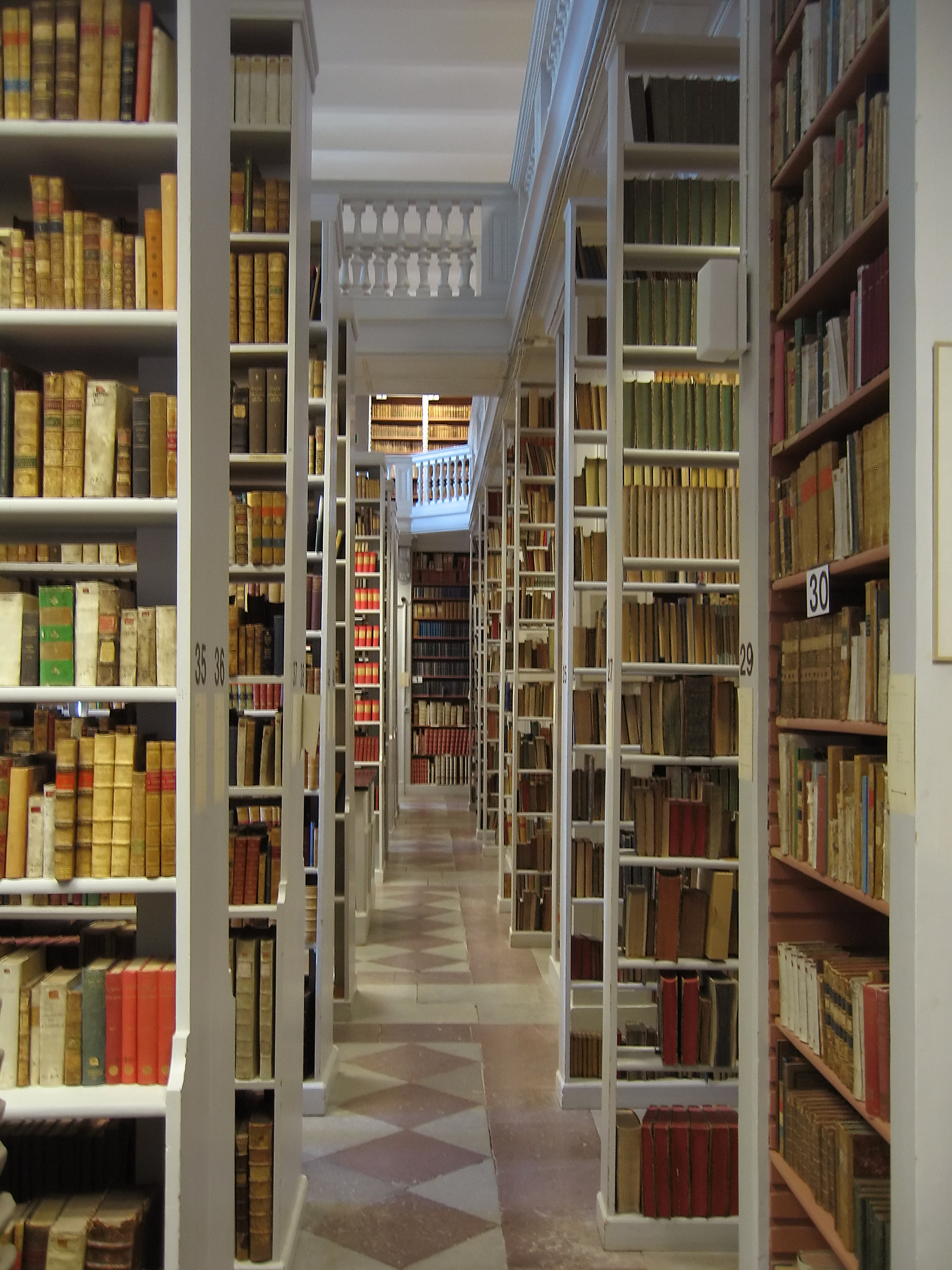
Sótanos.
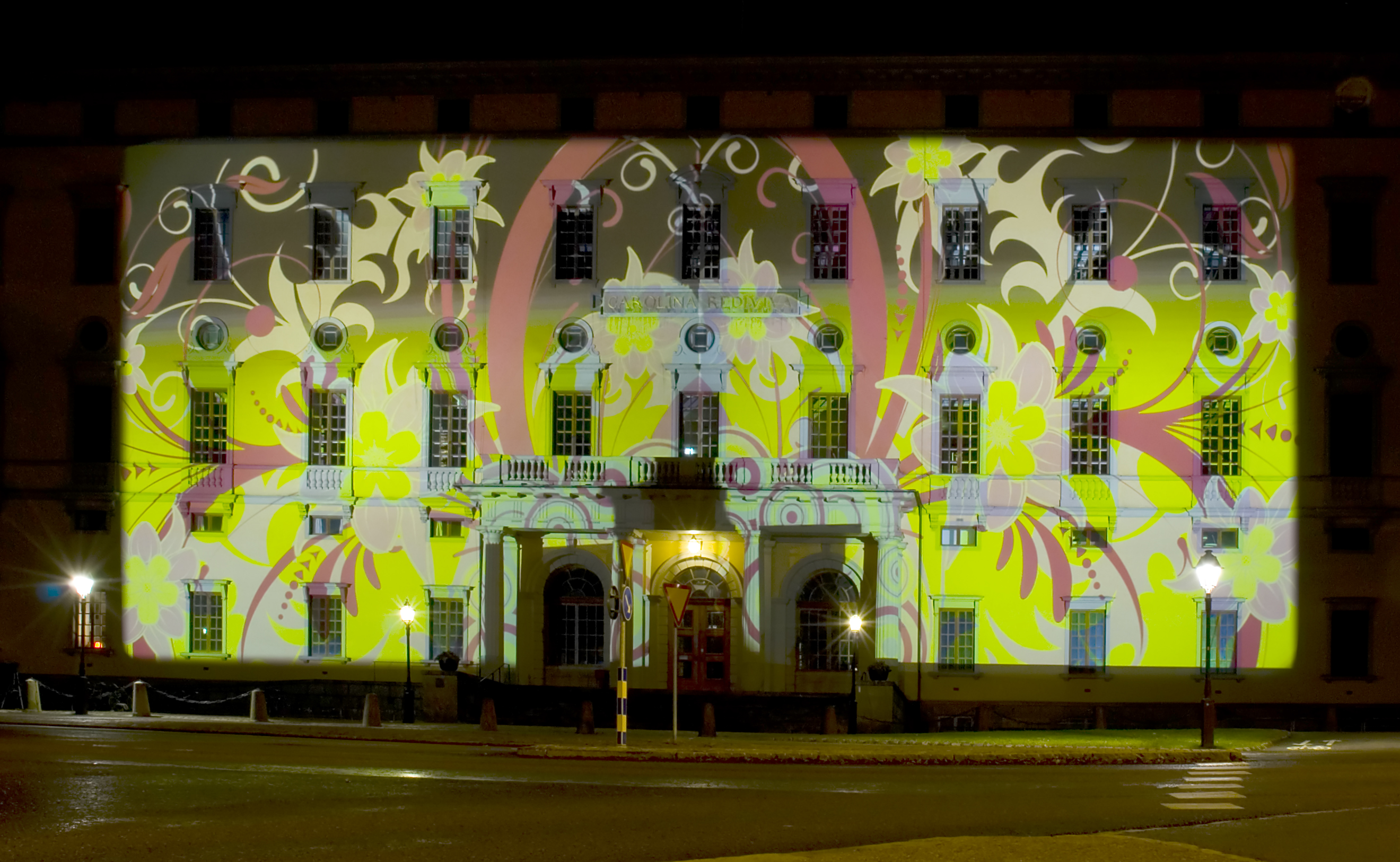
Festival Allt ljus på Uppsala en 2008 en la biblioteca Carolina Rediviva.